# Jezero (Zenica, BiH)
Jezero je naseljeno mjesto u sastavu općine Zenice, Federacija Bosne i Hercegovine, BiH. 

## Upravna organizacija
Godine 1981. ušlo je u sastav novog naselja Gornje Gračanice, nastalog spajanjem naselja Čekota, Drinjana, Jezera, Mrgodića, Potoka i Tuganje (Sl.list NRBiH 28/81 i 33/81)

## Stanovništvo
Prema popisu 1981. ovdje su živjeli:
- Muslimani - 158
- Jugoslaveni - 17
- ostali i nepoznato - 1
- UKUPNO: 175